# Parafia św. Katarzyny w Jugowie
Parafia św. Katarzyny w Jugowie znajduje się w dekanacie noworudzkim, w diecezji świdnickiej. Parafia była erygowana w XVI w. Jej proboszczem jest ks. Krzysztof Kaczmarek.

## Świątynie
- Kościół św. Katarzyny Aleksandryjskiej w Jugowie
- Kościół Podwyższenia Krzyża Świętego w Przygórzu

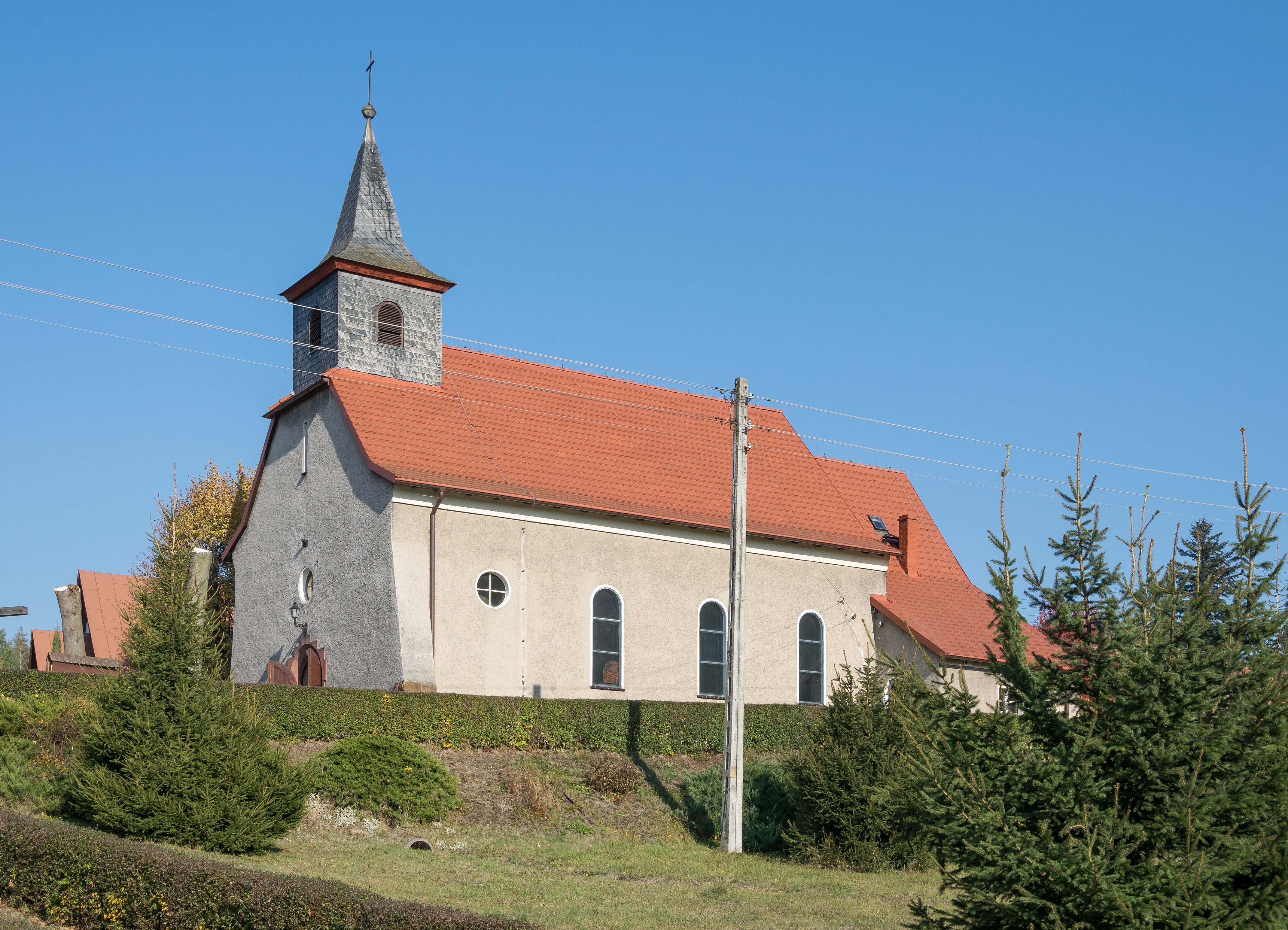
Kościół Podwyższenia Krzyża Św. w Przygórzu